# Massimino Daia
Gaio Galerio Valerio Massimino, originariamente noto come Daia (latino: Gaius Valerius Galerius Maximinus; Illiria, 285 circa – Tarso, agosto 313), è stato un imperatore e militare romano dal 305 fino alla sua morte, durante la tetrarchia di Diocleziano.

## Biografia
Figlio della sorella di Galerio, Massimino nacque attorno all'anno 285 in Illyricum, da una famiglia dedita alla pastorizia. Fece la carriera militare, ricoprendo i ranghi di scutarius, Protector e tribunus. Il suo nome originario era «Daia», ma fu adottato da Galerio, di cui assunse il nome (il nome completo di Galerio era Gaio Galerio Valerio Massimo). Daia aveva una moglie e una figlia, i cui nomi sono ignoti, e un figlio di nome Massimo.
Nel 305, in seguito all'abdicazione degli augusti Diocleziano e Massimiano in favore di Galerio e Costanzo Cloro, fu nominato cesare per l'Oriente su indicazione di Galerio, che si premurò anche di scegliere Flavio Severo come cesare d'Occidente. Gli fu assegnato il governo delle province orientali. Nel 310 si autoproclamò augusto, in contrasto con le delibere del convegno di Carnuntum del 308 che per lui prevedevano la conferma della dignità di cesare. Sappiamo che condusse una campagna militare vittoriosa in Armenia, contro un popolo che in passato si era dimostrato alleato dei Romani, ma che ora abbracciava la religione cristiana, nemica dell'imperatore poiché "estremamente rispettosa della pietà verso Dio". Secondo Giovanni Malalas (che confonde Massimino Daia con Massenzio, figlio di Massimiano), Massimino condusse in modo vittorioso le operazioni militari, sia contro gli Armeni, sia contro i Persiani di Sapore II, che ai primi si erano alleati e avevano invaso l'Osroene. In seguito a questi successi sembra che abbia distribuito i prigionieri nelle province di Armenia I e Armenia II, ed abbia ottenuto il titolo vittorioso di Persicus (312/313), insieme agli altri Augusti, Costantino I e Licinio (questi ultimi non avendovi però partecipato direttamente).
In seguito alla sconfitta di Massenzio da parte di Costantino I, si scontrò nel 313 con Licinio, ma, sconfitto da quest'ultimo nella battaglia di Tzirallum, si ritirò a Tarso dove poi perì, in quello stesso anno, di morte naturale.
Uomo ambizioso e ostile ai cristiani, è descritto da Lattanzio come un creatore di scandali e autore di condanne ingiuste. Anche Eusebio di Cesarea ne traccia una pessima descrizione, ma gli studi più recenti tendono a considerare queste opinioni come propaganda diretta a colpire un nemico di Costantino e a ritenere che Massimino non sia stato un sovrano incapace.

## Ultimo Faraone d'Egitto

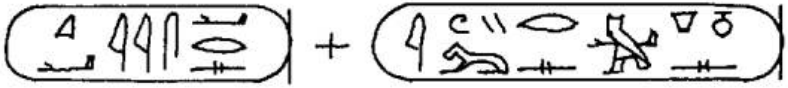
Cartiglio di Massimino Daza, Kaisaros Oualerios Mak(sim)inos

Man mano che il cristianesimo continuava a diffondersi in Egitto, il titolo di faraone era sempre più incompatibile con la nuova religione. Lo status di Massimino Daia come non cristiano ha concesso ai sacerdoti dell'Egitto l'opportunità di chiamarlo Faraone, allo stesso modo in cui altri governanti stranieri d'Egitto erano stati designati con lo stesso titolo, inclusi i predecessori di Massimino al titolo imperiale. Detto questo, gli imperatori romani per lo più ignorarono lo status loro accordato dagli egiziani, e il loro ruolo di re-divinità fu sempre e solo riconosciuto dai soli egiziani come parte della loro identità nazionale.
Massimino Daia sarebbe stata l'ultima persona a cui è stato concesso il titolo di faraone: nessun imperatore cristiano romano/bizantino, né leader islamico, ha proseguito l'antica tradizione del faraone re-divinità dell'Egitto.